# Brittani Coury
Brittani Coury, née le 27 mars 1986, est une snowboardeuse américaine.

## Palmarès

### Jeux paralympiques d'hiver
- Jeux paralympiques d'hiver de 2018
  -  Médaille d'argent en Banked Slalom
  - 6e en Snowboard Cross